# Список млекопитающих Уоллиса и Футуны
Это список видов млекопитающих, зарегистрированных на Уоллисе и Футуне. На островах Уоллис и Футуна обитают пять видов млекопитающих, все из которых являются морскими млекопитающими отряда Китообразных.
Следующие теги используются для выделения статуса сохранения каждого вида по оценке МСОП:
- — виды под наименьшей угрозой
- — виды, для оценки угрозы которым не хватает данных

Некоторые виды были оценены с использованием более ранних критериев. Виды, оцененные с использованием этой системы, имеют следующие категории вместо угрожаемых и наименее опасных:
| LR/cd | Lower risk/conservation dependent | Виды, которые были в центре внимания программ сохранения и, возможно, перешли в категорию более высокого риска, если эта программа была прекращена. |
| LR/nt | Lower risk/near threatened        | Виды, которые близки к тому, чтобы классифицироваться как уязвимые, но не являются объектом программ сохранения.                                    |
| LR/lc | Lower risk/least concern          | Виды, для которых не существует идентифицируемых рисков.                                                                                            |

## Подкласс:Звери

### Инфракласс:Плацентарные

#### Инфраотряд:Китообразные(киты)
- Парвотряд: Зубатые киты
  - Надсемейство: Речные дельфины
    - Семейство: Клюворыловые
      - Род: Ремнезубы

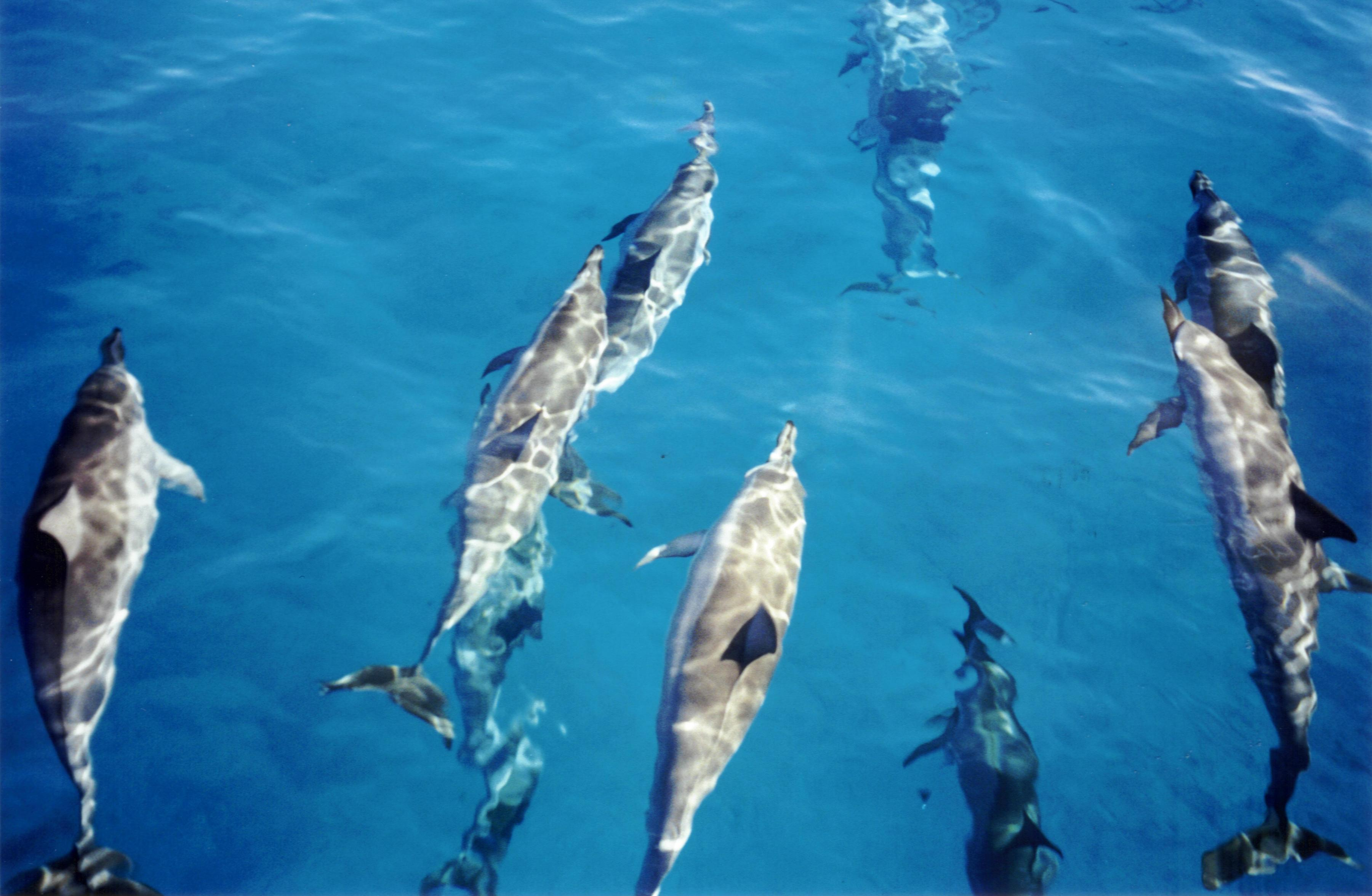
Длиннорылый продельфин

        - Тупорылый ремнезуб, Mesoplodon densirostris DD
        - Японский ремнезуб, Mesoplodon ginkgodens DD

    - Семейство: Дельфиновые (морские дельфины)
      - Род: Карликовые косатки
        - Карликовая косатка, Feresa attenuata DD

      - Род: Малайзийские дельфины
        - Малайзийский дельфин, Lagenodelphis hosei DD

      - Род: Продельфины
        - Длиннорылый продельфин, Stenella longirostris LR/cd